# Lars Gustaf Larsson

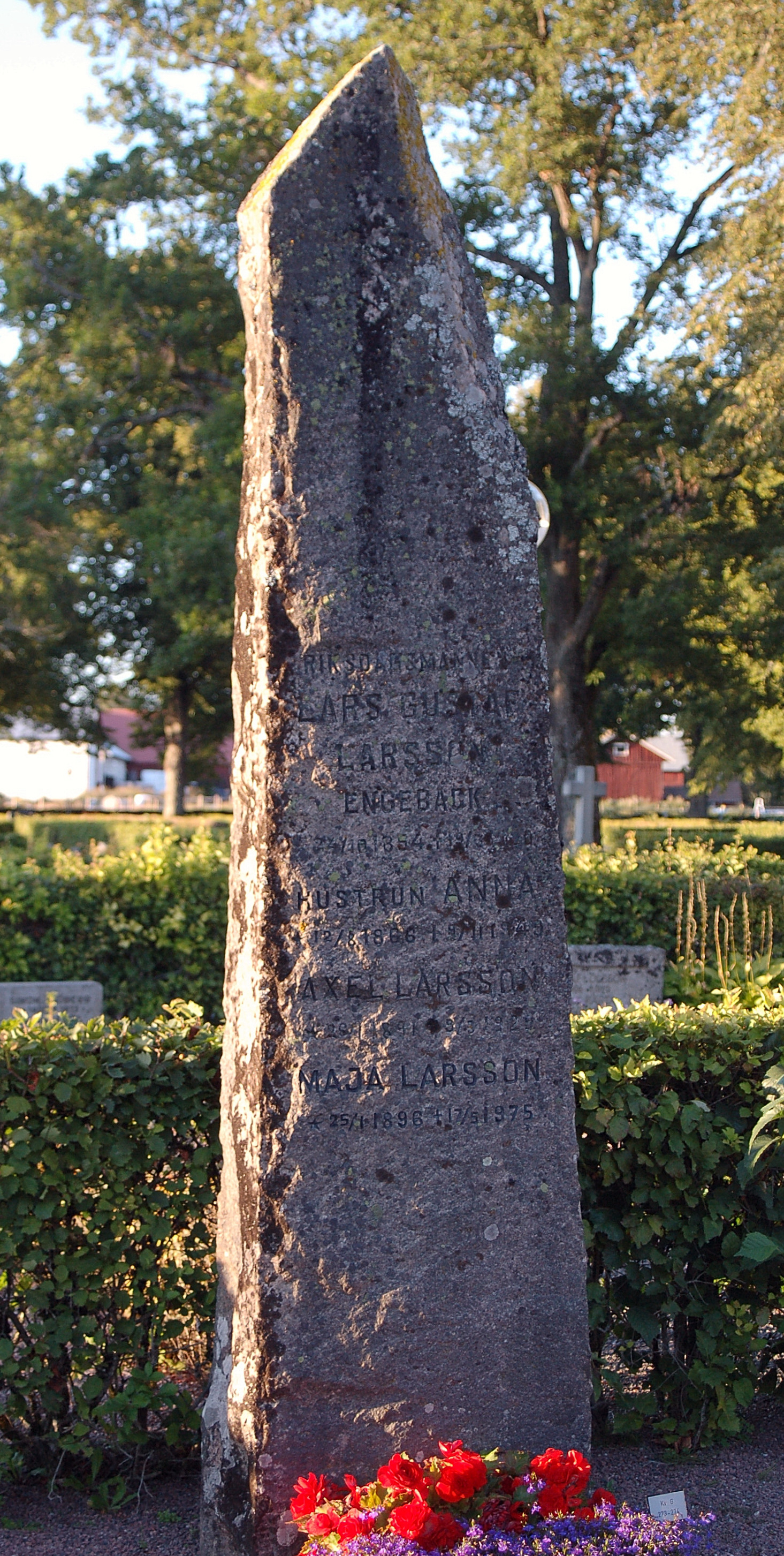
Lars Gustaf Larssons gravvård på Grava kyrkogård

Lars Gustaf Larsson (i riksdagen kallad Larsson i Ängebäck), född 24 oktober 1854 i Grava socken, död där 19 mars 1920, var en svensk lantbrukare och politiker (liberal). 
Lars Gustaf Larsson, som kom från en bondefamilj, var lantbrukare i Ängebäck i Grava landskommun, där han också var kommunalnämndens ordförande 1913–1919. Han var riksdagsledamot i andra kammaren för Värmlands läns östra valkrets från 1918 till sin död 1920 och tillhörde, som kandidat för Frisinnade landsföreningen, Liberala samlingspartiet i riksdagen. Han var bland annat ledamot av andra kammarens första tillfälliga utskott vid lagtima riksmötena 1919–1920.